# Grand Prix Formule 1 van Oostenrijk 1987
De Grand Prix Formule 1 van Oostenrijk 1987 werd gehouden op 16 augustus 1987 op de Österreichring.

## Uitslag
| Positie | Nummer | Rijder             | Team                   | Ronden | Tijd/Opgave         | Startplaats | Punten |
| ------- | ------ | ------------------ | ---------------------- | ------ | ------------------- | ----------- | ------ |
| 1       | 5      | Nigel Mansell      | Williams-Honda         | 52     | 1:18:44.898         | 2           | 9      |
| 2       | 6      | Nelson Piquet      | Williams-Honda         | 52     | + 55.704            | 1           | 6      |
| 3       | 19     | Teo Fabi           | Benetton-Ford          | 51     | +1 Ronde            | 5           | 4      |
| 4       | 20     | Thierry Boutsen    | Benetton-Ford          | 51     | +1 Ronde            | 4           | 3      |
| 5       | 12     | Ayrton Senna       | Lotus-Honda            | 50     | +2 Rondes           | 7           | 2      |
| 6       | 1      | Alain Prost        | McLaren-TAG            | 50     | +2 Rondes           | 9           | 1      |
| 7       | 2      | Stefan Johansson   | McLaren-TAG            | 50     | +2 Rondes           | 14          |        |
| 8       | 26     | Piercarlo Ghinzani | Ligier-Megatron        | 50     | +2 Rondes           | 18          |        |
| 9       | 10     | Christian Danner   | Zakspeed               | 49     | +3 Rondes           | 20          |        |
| 10      | 25     | René Arnoux        | Ligier-Megatron        | 49     | +3 Rondes           | 16          |        |
| 11 (1)  | 16     | Ivan Capelli       | March-Ford             | 49     | +3 Rondes           | 23          |        |
| 12 (2)  | 30     | Philippe Alliot    | Larrousse-Ford         | 49     | +3 Rondes           | 22          |        |
| 13      | 11     | Satoru Nakajima    | Lotus-Honda            | 49     | +3 Rondes           | 13          |        |
| 14 (3)  | 3      | Jonathan Palmer    | Tyrrell-Ford           | 47     | +5 Rondes           | 24          |        |
| DQ      | 9      | Martin Brundle     | Zakspeed               | 48     | Gediskwalificeerd   | 17          |        |
| NC      | 14     | Pascal Fabre       | AGS-Ford               | 45     | Niet geklasseerd    | 26          |        |
| NF      | 7      | Riccardo Patrese   | Brabham-BMW            | 43     | Motor               | 8           |        |
| NF      | 27     | Michele Alboreto   | Ferrari                | 42     | Turbo               | 6           |        |
| NF      | 8      | Andrea de Cesaris  | Brabham-BMW            | 35     | Motor               | 10          |        |
| NF      | 17     | Derek Warwick      | Arrows-Megatron        | 35     | Motor               | 11          |        |
| NF      | 18     | Eddie Cheever      | Arrows-Megatron        | 31     | Banden              | 12          |        |
| NF      | 28     | Gerhard Berger     | Ferrari                | 5      | Turbo               | 3           |        |
| NF      | 23     | Adrián Campos      | Minardi-Motori Moderni | 3      | Elektrisch probleem | 19          |        |
| NF      | 24     | Alessandro Nannini | Minardi-Motori Moderni | 1      | Motor               | 15          |        |
| NF      | 21     | Alex Caffi         | Osella-Alfa Romeo      | 0      | Elektrisch probleem | 21          |        |
| NF      | 4      | Philippe Streiff   | Tyrrell-Ford           | 0      | Ongeluk             | 25          |        |

- De nummers tussen haakjes zijn de plaatsen voor de Jim Clark-trofee.

## Wetenswaardigheden
- Martin Brundle werd gediskwalificeerd wegens onregelmatigheden aan het bodywork.
- Stefan Johansson reed een hert aan tijdens de kwalifacties.

## Statistieken
| Pole-position | Nelson Piquet | Williams-Honda | 1:23.357 |
| Snelste ronde | Nigel Mansell | Williams-Honda | 1:28.318 |

## Noot
- Dit was de honderdste Grand Prix-start voor Nigel Mansell. Hiermee was Mansell de 27ste coureur die minstens 100 Grands Prix had gereden.

1963 · 1964 · 1970 · 1971 · 1972 · 1973 · 1974 · 1975 · 1976 · 1977 · 1978 · 1979 · 1980 · 1981 · 1982 · 1983 · 1984 · 1985 · 1986 · 1987 · 1997 · 1998 · 1999 · 2000 · 2001 · 2002 · 2003 · 2014 · 2015 · 2016 · 2017 · 2018 · 2019 · 2020 · 2021 · 2022 · 2023 · 2024 · 2025